# 黄忆慈
黃憶慈（Christine Huang，2006年2月6日—），中國童星，是演員黃磊與孫莉的長女，暱稱「多多」。

## 簡歷
黃憶慈是内地導演黃磊及演員孙莉的女兒，因出生時體重有六斤八两，故其父以“多福多寿”之意替她取乳名为“多多”，也被暱稱“多妹”。她曾參與多個綜藝節目，2014年跟父親一起參加《爸爸去哪儿2》而受到注目。現時亦有參演電影及舞台劇。

## 演出作品

### 综艺节目
| 首播年份 | 日期            | 电视台   | 节目名称    | 备注                 |
| -------- | --------------- | -------- | ----------- | -------------------- |
| 2011年   | 5月31日         |          | 鲁豫有约    | 嘉賓（與黄磊及孙莉） |
| 2014年   | 6月20日-10月3日 | 湖南卫视 | 爸爸去哪儿2 | 与黄磊一同参加       |
| 2014年   | 6月28日         | 湖南卫视 | 快乐大本营  | 爸爸去哪儿专场       |
| 2014年   | 8月8日          | 湖南卫视 | 天天向上    | 与黄磊一同录制       |
| 2014年   | 9月19日         | 湖南卫视 | 天天向上    | 与黄磊一同录制       |
| 2015年   | 2月14日         | 湖南卫视 | 快乐大本营  | 与黄磊一同录制       |

### 电影
| 首映年份 | 電影名      | 角色   | 备注 |
| -------- | ----------- | ------ | ---- |
| 2015年   | 爸爸去哪儿2 | 自己   |      |
| 2015年   | 小王子      | 小女孩 | 配音 |
| 2016年   | 功夫熊猫3   | 蕾蕾   | 配音 |

### 舞台劇
| 首演年份 | 劇名     | 角色 |
| -------- | -------- | ---- |
| 2018年   | 水中之書 | 水兒 |

## 翻譯
黄忆慈從5歲時就開始學習英語，英語能力非常棒。2014年，她與闺蜜「仔仔」合力翻譯的J·R·R·托爾金作品《聖誕老爸的來信》出版。其後，黄忆慈又先後翻譯了托爾金的另部繪本《幸福先生》以及凱文·漢克斯的繪本《小貓咪追月亮》。